# Saubrigues
Saubrigues è un comune francese di 1 409 abitanti situato nel dipartimento delle Landes, nella regione della Nuova Aquitania. Fa parte della regione naturale ed ex viscontea della Maremne.
Il suo territorio comunale è bagnato dal fiume Boudigau.

## Società

### Evoluzione demografica
Abitanti censiti